# Jakub Holuša
Jakub Holuša (Opava, 20 febbraio 1988) è un mezzofondista e siepista ceco.

## Palmarès
| Anno | Manifestazione   | Sede           | Evento       | Risultato  | Prestazione | Note             |
| ---- | ---------------- | -------------- | ------------ | ---------- | ----------- | ---------------- |
| 2007 | Europei juniores | Hengelo        | 3000 m siepi | Oro        | 8'50"30     |                  |
| 2008 | Mondiali indoor  | Valencia       | 800 m piani  | Batteria   | 1'51"03     |                  |
| 2008 | Giochi olimpici  | Pechino        | 800 m piani  | Batteria   | 1'48"19     |                  |
| 2009 | Europei under 23 | Kaunas         | 800 m piani  | Batteria   | 1'49"63     |                  |
| 2009 | Europei under 23 | Kaunas         | 1500 m piani | Bronzo     | 3'51"46     |                  |
| 2010 | Mondiali indoor  | Doha           | 800 m piani  | 5º         | 1'47"28     |                  |
| 2010 | Europei          | Barcellona     | 800 m piani  | 5º         | 1'47"45     |                  |
| 2011 | Europei indoor   | Parigi         | 1500 m piani | 5º         | 3'41"57     |                  |
| 2012 | Mondiali indoor  | Istanbul       | 800 m piani  | Argento    | 1'48"62     |                  |
| 2012 | Europei          | Helsinki       | 800 m piani  | 5º         | 1'48"92     |                  |
| 2012 | Europei          | Helsinki       | 4x400 m      | 5º         | 3'02"72     | Record nazionale |
| 2012 | Giochi olimpici  | Londra         | 800 m piani  | Batteria   | 1'46"87     |                  |
| 2014 | Mondiali indoor  | Sopot          | 1500 m piani | 5º         | 3'39"23     |                  |
| 2014 | Europei          | Zurigo         | 1500 m piani | Finale     | dns         |                  |
| 2015 | Europei indoor   | Praga          | 1500 m piani | Oro        | 3'37"68     | Record nazionale |
| 2015 | Mondiali         | Pechino        | 1500 m piani | Batteria   | 3'43"66     |                  |
| 2016 | Mondiali indoor  | Portland       | 1500 m piani | Argento    | 3'44"30     |                  |
| 2016 | Europei          | Amsterdam      | 1500 m piani | Batteria   | dq          |                  |
| 2016 | Giochi olimpici  | Rio de Janeiro | 1500 m piani | Semifinale | 3'40"83     |                  |
| 2017 | Mondiali         | Londra         | 1500 m piani | 5º         | 3'34"89     |                  |
| 2018 | Mondiali indoor  | Birmingham     | 1500 m piani | Batteria   | 3'45"84     |                  |
| 2018 | Europei          | Berlino        | 1500 m piani | Batteria   | 3'49"82     |                  |
| 2019 | Mondiali         | Doha           | 1500 m piani | Batteria   | 3'39"79     |                  |